# Hermann Fehringer
Hermann Fehringer (ur. 8 grudnia 1962 w Amstetten) – austriacki lekkoatleta, tyczkarz.
W 1990 w Splicie zdobył brązowy medal mistrzostw Europy. Do jego osiągnięć należy również brązowy medal halowych mistrzostw Europy (Glasgow 1990). Jedenastokrotnie był mistrzem Austrii na otwartym stadionie (1982, 1983, 1984, 1986, 1987, 1989, 1990, 1991, 1994, 1995, 1996) i sześciokrotnie w hali (1983, 1987, 1988, 1989, 1990, 1991).
Swój rekord życiowy na otwartym stadionie (5,77 m) ustanowił 5 lipca 1991 w Linzu. Jego halowy rekord życiowy który również wynosi 5,77 m, został ustanowiony 24 lutego 1991 w Wiedniu.